# Al-Ḥawāmidiyah
Al-Ḥawāmidiyah es un distrito de la gobernación de Guiza, Egipto. En julio de 2017 tenía una población estimada de 191 552 habitantes.
Se encuentra ubicado en el centro del país, al sur del delta del Nilo, y al suroeste de El Cairo y de la necrópolis de Guiza.